# Percnostola
Percnostola är ett fågelsläkte i familjen myrfåglar inom ordningen tättingar. Släktet omfattar två arter som förekommer i norra Sydamerika:
- Svartkronad myrfågel (P. rufifrons)
- Allpahuayomyrfågel (P. arenarum)

Tofsmyrfågeln (Myrmoborus lophotes) inkluderades tidigare i Percnostola.